# Black Hours
Black Hours je první sólové studiové album amerického zpěváka Hamiltona Leithausera. Album vyšlo dne 3. června roku 2014 u vydavatelství Ribbon Music. Výrazně se na albu podílel Paul Maroon, Leithauserův spoluhráč ze skupiny The Walkmen; v několika písních hrál také Rostam Batmanglij z kapely Vampire Weekend či zpěvačka Amber Coffman z Dirty Projectors.

## Seznam skladeb
| Pořadí | Název                              | Autor                            | Délka |
| ------ | ---------------------------------- | -------------------------------- | ----- |
| 1.     | 5 AM                               | Hamilton Leithauser, Paul Maroon | 3:24  |
| 2.     | The Silent Orchestra               | Leithauser, Maroon               | 4:31  |
| 3.     | Alexandra                          | Leithauser, Rostam Batmanglij    | 2:46  |
| 4.     | 11 O'Clock Friday Night            | Leithauser, Maroon               | 4:36  |
| 5.     | St Mary's County                   | Leithauser, Maroon               | 3:11  |
| 6.     | Self Pity                          | Leithauser, Maroon               | 5:25  |
| 7.     | I Retired                          | Leithauser, Batmanglij           | 4:22  |
| 8.     | I Don't Need Anyone                | Leithauser, Maroon               | 4:53  |
| 9.     | Bless Your Heart                   | Leithauser, Maroon               | 5:10  |
| 10.    | The Smallest Splinter              | Leithauser, Maroon               | 4:22  |
| 11.    | Waltz                              | Leithauser, Maroon               |       |
| 12.    | In Our Time (I'll Always Love You) | Leithauser, Maroon               |       |
| 13.    | Utrecht                            | Leithauser, Maroon               |       |
| 14.    | I'll Never Love Again              | Leithauser, Maroon               |       |

## Obsazení
- Hamilton Leithauser – zpěv, kytara, baskytara, aranžmá
- Paul Maroon – klavír, varhany, kytara, efekty, aranžmá, doprovodné vokály
- Rostam Batmanglij – kytara, baskytara, harmonika, klavír, cembalo, tamburína, perkuse, doprovodné vokály
- Michael Harris – baskytara
- Morgan Henderson – kontrabas, klarinet, marimba, perkuse, doprovodné vokály
- Richard Swift – bicí, doprovodné vokály
- Hugh McIntosh – bicí, činely
- Amber Coffman – zpěv v „The Silent Orchestra“, „11 O'Clock Friday Night“, „Bless Your Heart“ a „I'll Never Love Again“
- Anna Stumpf – zpěv v „I Don't Need Anyone“
- Ellis Von Ludwig – dirigent